# Do No Harm
Do No Harm è una serie televisiva drammatica statunitense ideata da David Schulner trasmessa dalla NBC per una sola stagione nel 2013.
In Italia è stata trasmessa per la prima volta dal 2 settembre 2013 sul canale del digitale terrestre a pagamento Premium Action, mentre in chiaro ha debuttato l'anno successivo su Italia 1.

## Trama
La serie racconta la vita del dr. Jason Cole, un neurochirurgo di successo, che durante ogni notte ha un cambio di personalità, diventando così un pericoloso criminale chiamato Ian Price.

## Episodi
| Stagione       | Episodi | Prima TV originale | Prima TV Italia |
| -------------- | ------- | ------------------ | --------------- |
| Prima stagione | 13      | 2013               | 2013            |

## Accoglienza
Al 5 febbraio 2013 la serie ha ricevuto un voto di 38 su 100 da Metacritic, basato su venticinque recensioni. L'episodio pilota, con una media di 3,1 milioni di spettatori alla prima messa in onda, fu inoltre il debutto peggiore di una serie televisiva trasmessa da una delle quattro reti nazionali statunitensi. Dopo solo due episodi trasmessi la NBC ha deciso per i bassi ascolti, di cancellare la serie e trasmettere gli episodi già prodotti dal seguente 29 giugno.